# Чесалки
Чеса́лки — деревня в Тёмкинском районе Смоленской области России. Входит в состав Батюшковского сельского поселения. Население — 28 жителей (2007 год).
Расположена в восточной части области в 19 км к северо-западу от Тёмкина, в 19 км юго-восточнее автодороги М1 «Беларусь», на берегу реки Получи. В 14 км южнее деревни расположена железнодорожная станция Тёмкино на линии Вязьма — Калуга.

## История
В годы Великой Отечественной войны деревня была оккупирована гитлеровскими войсками (октябрь 1941 — март 1943 года).